# Essex North East (circonscription du Parlement européen)
Essex North East était une circonscription du Parlement européen situé au Royaume-Uni, l'élection d'un membre du Parlement européen par le système uninominal à un tour. Créé en 1979 pour les premières élections au Parlement européen, il a été aboli en 1994 et remplacé par les circonscriptions de Essex North and Suffolk South et Essex South.

## Limites
Lors de sa création en 1979, il se circonscriptions parlementaires de Braintree, Colchester, South East Essex, Maldon, Saffron Walden, Southend East et Southend West.
Après les changements de limites de 1984 basés sur les nouvelles circonscriptions parlementaires britanniques créées en 1983, il se composait des circonscriptions de Braintree, Harwich, North Colchester, Rochford, Saffron Walden, South Colchester and Maldon, Southend East and Southend West. Harwich avait auparavant fait partie de la circonscription de Suffolk.
La circonscription a été abolie en 1994. Braintree, Harwich, North Colchester, Saffron Walden and South Colchester et Maldon ont été intégrés à Essex North and Suffolk South. Rochford, Southend East et Southend West faisaient désormais partie de la nouvelle circonscription d'Essex South.

## Membre du Parlement européen
| Élection | Élection | Portrait                                                                                       | Membre                                                                                         | Parti                                                                                          |
| -------- | -------- | ---------------------------------------------------------------------------------------------- | ---------------------------------------------------------------------------------------------- | ---------------------------------------------------------------------------------------------- |
|          | 1979     |                                                                                                | David Curry                                                                                    | Conservateur                                                                                   |
|          | 1989     |                                                                                                | Anne McIntosh                                                                                  | Conservateur                                                                                   |
| 1994     | 1994     | circonscription abolie, partie d'Essex North and Suffolk South et Essex South à partir de 1994 | circonscription abolie, partie d'Essex North and Suffolk South et Essex South à partir de 1994 | circonscription abolie, partie d'Essex North and Suffolk South et Essex South à partir de 1994 |

## Résultats des élections
Les candidats élus sont indiqués en gras.
| Parti         | Parti                                  | Candidat            | Voix    | %    | ± |
| ------------- | -------------------------------------- | ------------------- | ------- | ---- | - |
|               | Conservateur                           | David Maurice Curry | 99,137  | 60,7 | ' |
|               | Travailliste                           | C O'Brien           | 33,496  | 20,5 |   |
|               | Liberal                                | A W Phillips        | 26,298  | 16,1 |   |
|               | UACM                                   | W O Smedley         | 4,497   | 2,8  |   |
| Majorité      | Majorité                               | Majorité            | 65,641  | 40,2 |   |
| Participation | Participation                          | Participation       | 163,428 | 32,5 |   |
|               | Conservateur vainqueur (nouveau siège) |                     |         |      |   |

| Parti         | Parti                | Candidat             | Voix    | %    | ±    |
| ------------- | -------------------- | -------------------- | ------- | ---- | ---- |
|               | Conservateur         | David Maurice Curry  | 97,138  | 55,6 | −5.1 |
|               | Travailliste         | B L Stapleton        | 42,836  | 24,5 | +4.0 |
|               | Social Démocratique  | A E Ross             | 34,769  | 19,9 | New  |
| Majorité      | Majorité             | Majorité             | 54,300  | 31,1 | -9.1 |
| Participation | Participation        | Participation        | 174,743 | 30,4 | −2.1 |
|               | Conservateur retenir | Conservateur retenir | Swing   | −4.6 |      |

| Parti         | Parti                | Candidat                          | Voix    | %     | ±     |
| ------------- | -------------------- | --------------------------------- | ------- | ----- | ----- |
|               | Conservateur         | Anne Caroline Ballingall McIntosh | 92,758  | 44,5  | −11.1 |
|               | Travailliste         | H J Bryan                         | 53,360  | 25,6  | +1.1  |
|               | Green                | C R Keene                         | 45,163  | 21,7  | New   |
|               | SLD                  | D P Wallis                        | 16,939  | 8,1   | −11.8 |
| Majorité      | Majorité             | Majorité                          | 39,398  | 18,9  | -12.2 |
| Participation | Participation        | Participation                     | 215,220 | 34,8  | +4.4  |
|               | Conservateur retenir | Conservateur retenir              | Swing   | −12.2 |       |